# Panhard & Levassor Type G
Der Panhard & Levassor Type G ist ein Pkw-Modell der 1900er Jahre. Hersteller war Panhard & Levassor in Frankreich.

## Beschreibung
Dieses Modell erschien im Juli 1901 als zweites, das einen von Arthur Constantin Krebs entwickelten sogenannten „Centaure“-Motor hatte. Der Motorcode „O4L“, später „O²4L“ beinhaltet das „O“ für Centaure-Motor und „4“ für die Anzahl der Zylinder.
Es ist ein Vierzylinder-Reihenmotor mit paarweise gegossenen Zylindern. 130 mm Bohrung und anfangs 130 mm Hub ergaben 6902 cm³ Hubraum. Ab 1904 sorgte ein erhöhter Hub von 140 mm für 7433 cm³ Hubraum. Im ersten Jahr waren 30 CV angegeben, im zweiten 30/35 CV, danach 35 CV. Das Getriebe hat vier Gänge.
In Bezug auf die Karosseriebauformen ist nur ein offener zweisitziger Phaeton bekannt.
Im ersten Jahr 1901 wurden 16 Fahrzeuge verkauft. In den Folgejahren waren es 6, 5, 20 und 4. In der Summe sind das 51, von denen 10 exportiert wurden.
1905 erschien der Type O als Nachfolger.